# Трифонов, Владимир Георгиевич
Владимир Георгиевич Трифонов (род. 9 мая 1936, Москва) — советский и российский учёный-геолог, Заслуженный деятель науки Российской Федерации, лауреат премии имени Н. С. Шатского (2012). Академик РАЕН (1991).
Работает в Лаборатории неотектоники и современной геодинамики ГИН РАН, научные интересы: геодинамика, геотектоника, новейшая и активная тектоника, сейсмотектоника, активные разломы, горообразование, историческая геоэкология, четвертичная геология, тектонофизика, геоморфология, глубинная геодинамика, археология, историческая и региональная геология.

## Биография
Родился 9 мая 1936 года в Москве
В 1958 году окончил геологический факультет МГУ.
С 1958 года работает в Геологическом институте АН СССР (ГИН АН СССР / РАН) пройдя путь от старшего лаборанта до заведующего лабораторией неотектоники и современной геодинамики (1982—2007), с 2007 года по настоящее время — главный научный сотрудник той же лаборатории.
В 1966 году — защитил кандидатскую, в 1981 году — докторскую диссертацию.
В 1992 году ему было присвоено учёное звание профессора. Ведет преподавательскую деятельность в должности профессора кафедры экологии Государственного университета «Дубна» (Дубна Московской области).
Районы исследований: Кавказский регион, Закавказье, Турция, Сирия, Иран, Каспийский регион, Южная и Западная Туркмения, Памиро-Гиндукушский регион, Таджикская депрессия, Тянь-Шань, Казахстан, Урал, Монголия, Камчатка, запад США, Куба, Исландия, Италия, Греция.
Научный вклад:
- Неотектонические исследования в Кавказском регионе, Южной Туркмении, Тянь-Шане, на Памире и в Таджикской депрессии, в Сирии, Турции, Иране, Монголии, Исландии, на Кубе, западе США, Камчатке и других регионах;
- применение космической информации в геологии, новейшей и активной тектонике, геологической интерпретации геофизической информации;
- развитие методов изучения активных разломов и тектонической расслоенности литосферы, а также использования активных разломов и других сейсмотектонических характеристик для оценки сейсмической опасности; создание карт активных разломов территорий СССР (1:8 000 000, 1986), Евразии (1:10 000 000; Trifonov, 1997, 2004) и, в более детальном масштабе, Азербайджана, Армении, Восточной Турции, Сирии, Копетдага, Загроса, Западной и Центральной Монголии;
- участие в создании сейсмотектонической основы для сейсмического районирования России (ОСР-97) и стран Аравийско-Кавказского региона;
- разработка теории новейшего горообразования; оценка влияния современных геодинамических процессов на развитие общества.

- сопредседатель Проекта II-2 «Карта крупных активных разломов Мира» Международной программы «Литосфера»
- член редколлегий журналов «Геотектоника», «Исследование Земли из космоса», «Геодинамика и тектонофизика».

Автор и соавтор более 21 монографии, из них две изданы за рубежом и одна переведена на английский. Автор более 200 статей.

## Награды и премии
- 1976 — Орден «Знак Почёта» — за исследования Земли с помощью космических средств.
- 1995 — Государственная премия Российской Федерации (в составе группы) — за цикл работ «Тектоническая расслоенность литосферы и региональные геологические исследования».
- 2008 — Заслуженный деятель науки Российской Федерации.
- 2012 — Премия имени Н. С. Шатского — за цикл работ под общим названием «Неотектоника и природные катастрофы в развитии общества».